# Emily Cook
Emily Cook (Boston, 1 juli 1979) is een Amerikaanse freestyleskiester. Ze vertegenwoordigde haar vaderland op de Olympische Winterspelen 2006 (Turijn), de Olympische Winterspelen 2010 (Vancouver) en op de Olympische Winterspelen 2014 (Sotsji).

## Carrière
Cook maakte haar wereldbekerdebuut in januari 1997 in Lake Placid. Een jaar later scoorde ze in Mont Tremblant haar eerste wereldbekerpunten. In januari 1999 eindigde de Amerikaanse in Steamboat Springs voor de eerste maal in haar carrière in de top tien van een wereldbekerwedstrijd, twee jaar later stond Cook in Deer Valley voor de eerste keer op het podium. Op 1 maart 2008 boekte ze in Moskou haar eerste wereldbekerzege.
Cook nam in haar carrière zeven keer deel aan de wereldkampioenschappen freestyleskiën. Vijf keer eindigde ze hierbij in de top tien met als beste resultaat de vierde plaats op de wereldkampioenschappen freestyleskiën 2009 in Inawashiro.
Cook was geselecteerd voor de Olympische Winterspelen van 2002 in Salt Lake City, maar kon door een blessure niet deelnemen. Tijdens de Olympische Winterspelen van 2006 in Turijn eindigde ze op de negentiende plaats, vier jaar later in Vancouver eindigde ze als elfde. Haar beste olympische resultaat behaald ze op de Olympische Winterspelen van 2014 in Sotsji met een achtste plaats.

## Resultaten

### Olympische Spelen
| Jaar | Plaats    | Resultaten  |
| ---- | --------- | ----------- |
| 2006 | Turijn    | 19e Aerials |
| 2010 | Vancouver | 11e Aerials |
| 2014 | Sotsji    | 8e Aerials  |

### Wereldkampioenschappen
| Jaar | Plaats               | Resultaten  |
| ---- | -------------------- | ----------- |
| 1999 | Hasliberg            | 18e Aerials |
| 2001 | Whistler             | 12e Aerials |
| 2005 | Ruka                 | 7e Aerials  |
| 2007 | Madonna di Campiglio | 6e Aerials  |
| 2009 | Inawashiro           | 4e Aerials  |
| 2011 | Deer Valley          | 7e Aerials  |
| 2013 | Voss                 | 10e Aerials |

### Wereldbeker
Eindklasseringen
| Seizoen   | Algm | AE     |
| --------- | ---- | ------ |
| 1997/1998 | 54e  | 20e    |
| 1998/1999 | 24e  | 12e    |
| 1999/2000 | 38e  | 18e    |
| 2000/2001 | 10e  | 6e     |
| 2001/2002 | 27e  | 14e    |
| 2004/2005 | 42e  | 14e    |
| 2005/2006 | 21e  | 5e     |
| 2006/2007 | 95e  | 22e    |
| 2007/2008 | 22e  | 6e     |
| 2008/2009 | 21e  | 8e     |
| 2009/2010 | 50e  | 18e    |
| 2010/2011 | 17e  | 5e     |
| 2011/2012 | 46e  | 14e    |
| 2012/2013 | 14e  | Zilver |
| 2013/2014 | 21e  | 7e     |

Wereldbekerzeges
| Datum            | Plaats   | Onderdeel |
| ---------------- | -------- | --------- |
| 1 maart 2008     | Moskou   | Aerials   |
| 12 februari 2011 | Moskou   | Aerials   |
| 23 februari 2013 | Boekovel | Aerials   |